# Limousine (film)
Pour les articles homonymes, voir Limousine.
Pour plus de détails, voir Fiche technique et Distribution.
Limousine (titre original : Kierowca) est un film polonais réalisé par Jérôme Dassier, et sorti en 2008 au cinéma.

## Fiche technique
- Titre : Limousine
- Titre original : Kierowca
- Réalisation : Jérôme Dassier
- Scénario : Jérôme Dassier
- Société de Production :
- Musique : Łukasz Targosz
- Photographie : Bill Butler
- Montage : Agnieszka Glińska
- Costumes : Ada Wesołowska
- Pays d'origine :  Pologne
- Format :
- Genre :
- Durée : 100 minutes (1 h 40)
- Date de sortie : 
  - Pologne : 1er novembre 2008

## Distribution
- Agnieszka Grochowska : Ania
- Magdalena Mielcarz : Katarzyna
- Anna Przybylska : Julia
- Christopher Lambert : Devereaux
- Piotr Adamczyk : Mecenas
- Adam Ferency : Marek
- Andrzej Grabowski : Modrak
- Andrei Chadov : F.
- Lesław Żurek : Paweł